# Рохан Гаджар
Рохан Гаджар (нар. 1 січня 1984) — колишній індійський тенісист.
Найвищу одиночну позицію світового рейтингу — 429 місце досяг 12 липня 2010, парну — 258 місце — 23 лютого 2009 року.

## Титули ITF Ф'ючерс

### Одиночний розряд: (2)
| Ранг | Дата     | Турнір                    | Покриття | Суперник       | Рахунок       |
| ---- | -------- | ------------------------- | -------- | -------------- | ------------- |
| 1.   | Чер 2010 | Малайзія F2, Куала-Лумпур | Тверде   | Каден Генсел   | 7–6(2), 6–1   |
| 2.   | Тра 2011 | Індія F6, Manipal         | Тверде   | Віджаянт Малік | 3–6, 6–3, 6–3 |

### Парний розряд: (13)
| Ранг | Дата     | Турнір               | Покриття | Партнер            | Суперники                                       | Рахунок                |
| ---- | -------- | -------------------- | -------- | ------------------ | ----------------------------------------------- | ---------------------- |
| 1.   | Лип 2007 | Іран F1, Тегеран     | Ґрунт    | Адітья Мадкекар    | Сергій Бетов Сирим Абдухаліков                  | 6–7(2), 7–6(2), 5–7    |
| 2.   | Бер 2008 | Індія F3, Мумбай     | Тверде   | Пурав Раджа        | Харш Манкад Ранджіт Віралі Муругесан            | 6–3, 6–1               |
| 3.   | Жов 2008 | Нігерія F3, Лагос    | Тверде   | Дівідж Шаран       | Павло Чехов Павло Котляров                      | 7–6(6), 6–7(2), [10–7] |
| 4.   | Лис 2008 | Індія F8, Мумбай     | Тверде   | Пурав Раджа        | Давид Савич Нейтан Томпсон                      | 6–2, 7–6(4)            |
| 5.   | Вер 2009 | Індія F9, Нью-Делі   | Тверде   | Кріс Ітон          | Ашутош Сінгх Вішну Вардган                      | 7–6(6), 7–6(3)         |
| 6.   | Жов 2009 | Індія F10, Колката   | Тверде   | Пурав Раджа        | Дівідж Шаран Вішну Вардган                      | 4–6, 5–7               |
| 7.   | Тра 2011 | Індія F6, Manipal    | Тверде   | Віталій Решетников | Віджаянт Малік Вівек Шокін                      | 6–1, 6–2               |
| 8.   | Чер 2011 | Індія F7, Делі       | Тверде   | Дівідж Шаран       | Нікі Такуто Віталій Решетников                  | 6–2, 7–6(7)            |
| 9.   | Лис 2011 | Індія F10, Пуне      | Тверде   | Александер Сачко   | Вішну Вардган Каран Растогі                     | 6–4, 6–7(1), [8–10]    |
| 10.  | Лют 2012 | КНР F3, Менцзи       | Тверде   | Каран Растогі      | Ґао Пен Кондо Хірокі                            | 6–2, 6–4               |
| 11.  | Лют 2012 | Індія F1, Чандігарх  | Тверде   | Сакет Мінені       | Віджай Каннан Арун-Пракаш Раджагопалан          | 7–5, 6–3               |
| 12.  | Бер 2012 | Індія F3, Bhimavaram | Тверде   | Сакет Мінені       | Віджай Сундар Прашантх Арун-Пракаш Раджагопалан | 7–5, 6–3               |
| 13.  | Кві 2012 | В'єтнам F1, Хошимін  | Тверде   | Срірам Баладжі     | Дейн Проподжія Рубін Стейтам                    | 6–3, 6–4               |